# Frédéric Mistral
Frédéric Mistral (n. 8 septembrie 1830, Maillane⁠(d), Provence-Alpes-Côte d'Azur, Franța – d. 25 martie 1914, Maillane⁠(d), Provence-Alpes-Côte d'Azur, Franța) poet  francez de limbă provensală, laureat al Premiului Nobel pentru Literatură în 1904.
A fost întemeietor al mișcării felibrilor, care viza independența culturală a Provenței, reînvierea și promovarea limbii, literaturii și tradițiilor provensale, după modelul unui clasicism meridional.

## Motivația Juriului Nobel
"ca  o recunoaștere a originalității lui pline de prospețime și a inspirației adevărate a creației lui poetice, care reflectă fidel priveliștile țării sale și sufletul autentic al poporului său, și, de asemenea, ca o recunoaștere a activității lui semnificative ca filolog provensal".

## Date biografice
Joseph - Étienne  Frédéric Mistral s-a născut la 8 septembrie 1830, în satul Maillane din departamentul Bouches-du-Rhone din sudul Franței. Tatăl său este proprietar al Mas-ului du Juge, unde poetul va locui până la moartea acestuia (1885). Face studii la școala rurală de la Saint-Michel-de-Frigolet, apoi la Pensionatul Dupuy  și la Colegiul Regal din Avignon. Prima sa încercare poetică (încurajată de Joseph Roumanille, "repetitor" la Colegiul din Avignon și unul dintre cei mai apropiați colaboratori și prieteni ai scriitorului) este traducerea unui psalm (1846). După ce își trece bacalaureatul la Nîmes (1847), compune într-o primă formă poemul în patru cânturi Li Meissoun (Secerișul), imitație a Georgicelor lui Virgiliu (1848). În același an este trimis la Aix-en-Provence spre a-și lua licența în drept și publică singura poezie pe care a scris-o în limba franceză, o Odă închinată Republicii. Saint René Taillandier alcătuiește și publică o antologie a poeziei occitane. Li Prouvencalo (Provensalii) care se deschide și se închide cu două poeme de Mistral (1851). În 1854, Mistral, împreună cu alți scriitori de limbă provensală (felibri), înființează societatea literară Le Félibrige.

## Opera
- Li Meissoun (Secerișul), scris în 1848, publicat în 1927
- Mirèio,  1859
- Calendau, 1867
- Lis Isclo d'Or (Insulele de Aur), 1875
- Lou Tresor dóu  Felibrige (Tezaurul Felibrilor),1878 - 1886
- Nerto, 1886
- La Rèino Jano (Regina Jano), 1890
- Lou Pouèmo dóu  Rose (Poemul Ronului), 1897
- Memori e Raconte (Memorii și povestiri), 1906
- Discours e Dicho (Discursuri și povestiri), 1906
- La Genèsi (Geneza), 1910
- Lis Oulivado(Câmpurile cu măslini), 1912
- Proso d'Armana (Proza de Almanah), 1926
- Nouvello Proso d'Armana (O nouă proză de Almanah), 1927
- Darriero Proso d'Armana (Ultima proză de Almanah), 1930
- Escourregudo per l'Itali (Excursie în Italia), 1930
- Mi Rapugo (Spice adunate, inedit)

## Traduceri
- Mirèio, poem provensal, traducere Nicolae Teica, București, Minerva, 1979;
- Calendau, traducere Nicolae Teica, București, Minerva, 1983.
- "Poemul Ronului. Regina Jano", traducere Nicolae Teica, București, Minerva, 1988

## Decesul
Pe data de 25 martie 1914  Frédéric Mistral se stinge din viață.
Conform cărții “Al șaselea simț al animalelor” de Philippe de Wailly, câinele lui Frédéric Mistral i-a rămas fidel și după decesul acestuia prin faptul că a rămas pe mormântul stăpânului și a refuzat să se mai hrănească.